# أنطونيو هيريرا تورو
أنطونيو هيريرا تورو (بالإسبانية: Antonio Herrera Toro) هو صحفي ورسام فنزويلي، ولد في 26 يناير 1857 في بلنسية في فنزويلا، وتوفي في 26 يونيو 1914 في كاراكاس في فنزويلا.

## معرض صور

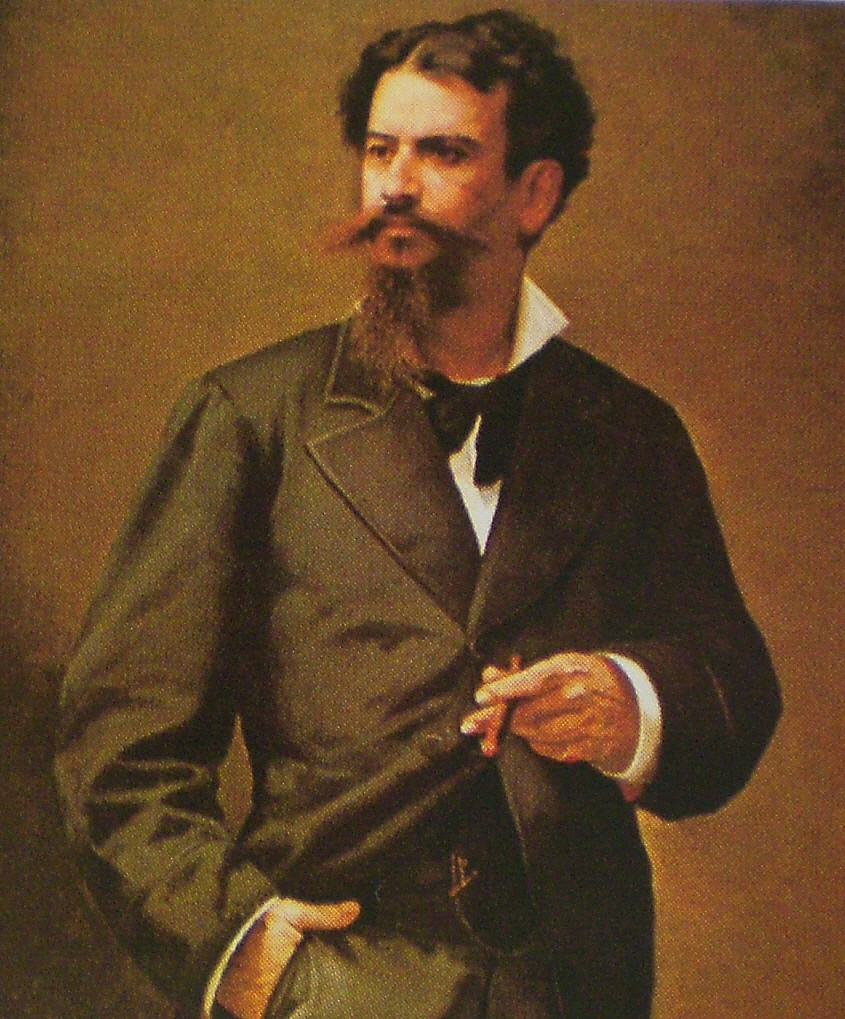
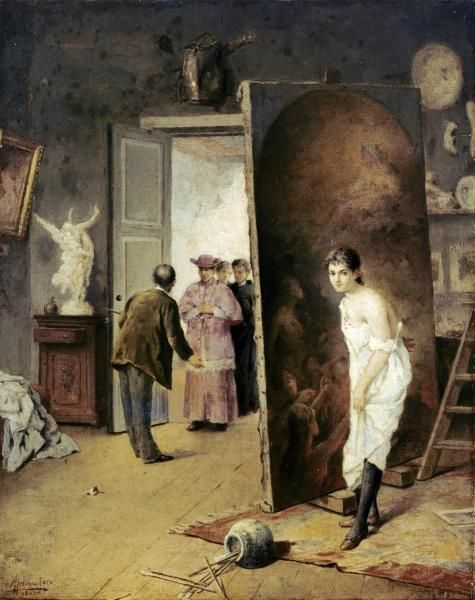
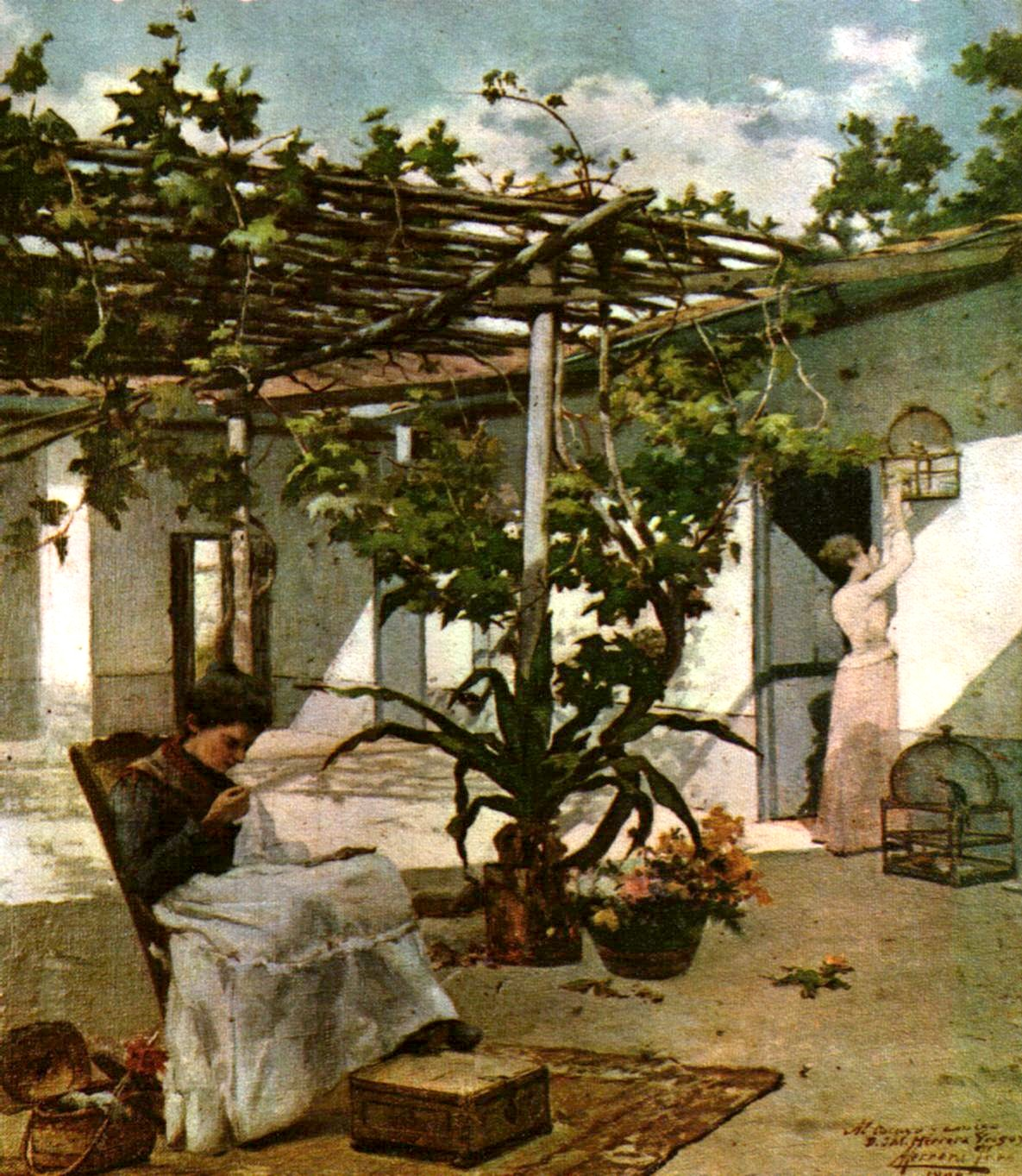
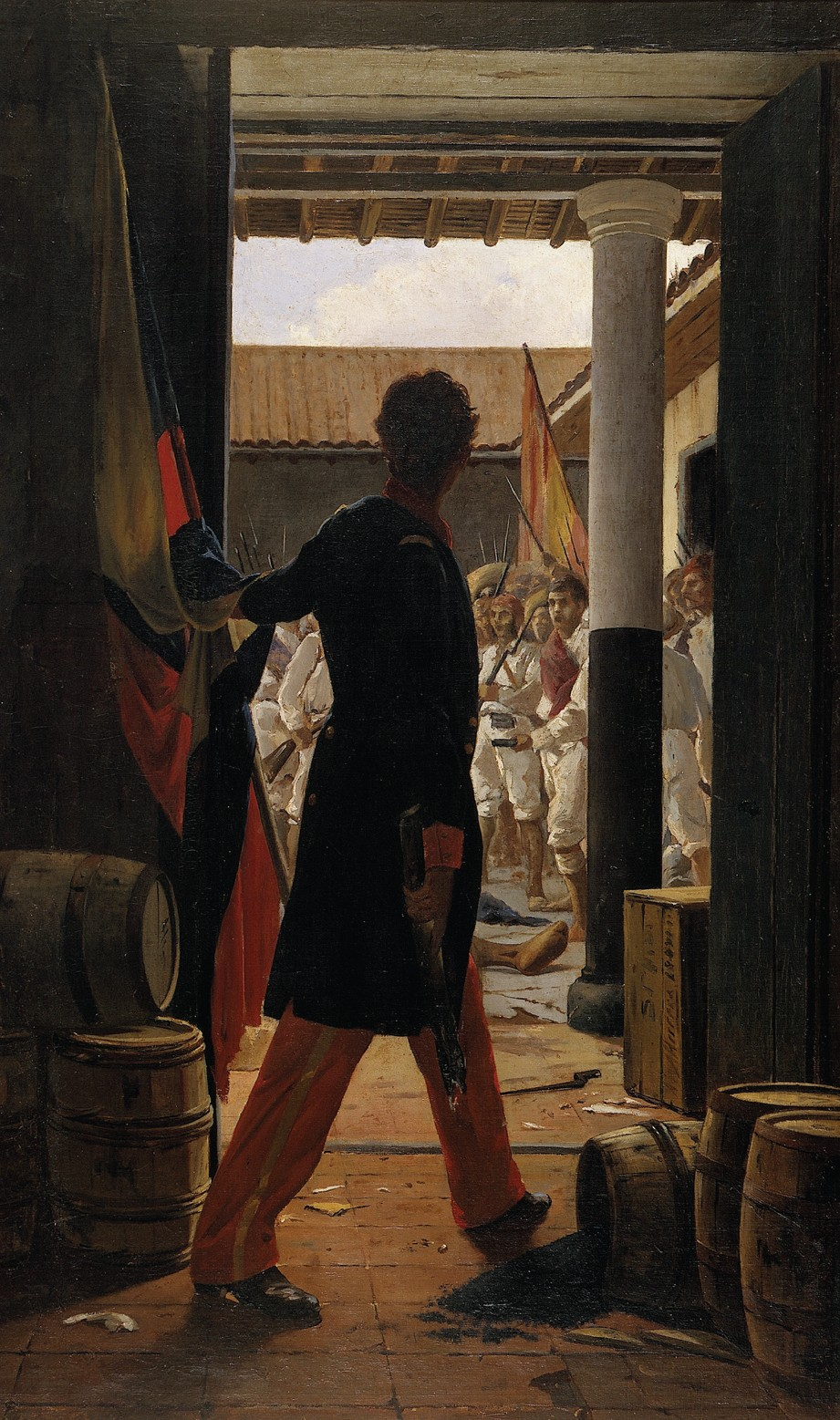